# Adrian Furger
Adrian Furger (* 11. August 1995) ist ein Schweizer Unihockeyspieler, der beim Nationalliga-A-Verein Zug United unter Vertrag steht.

## Karriere

### Verein
Furger machte seine ersten Schritte im Unihockey bei den Vipers InnerSchwyz und wechselte später in den Nachwuchs von Zug United. Während der Saison 2013/14 debütierte er in der ersten Mannschaft der Zuger in der Nationalliga B. 2017 stieg Furger mit Zug United in die Nationalliga A auf. 2020 gelang ihm mit Zug United der Cupsieg über den UHC Alligator Malans.
Am 25. Februar 2021 gab Zug United bekannt, dass der Vertrag mit dem Stürmer verlängert wurde.

### Nationalmannschaft
Aufgrund des Mangels an guten Rechtsauslegern entschied sich Nationaltrainer David Jansson nach seinem ersten Aufgebot Furger für die Qualifikation für die Weltmeisterschaft aufzubieten. In den vier Qualifikationsspielen gelangen ihm zwei Treffer. Zudem legte er vier fünf Tore auf. Trotzdem reichte seine Leistungen nicht aus um den Staff der Nationalmannschaft zu überzeugen ihn an die Weltmeisterschaft mitzunehmen.